# Joseph Baussan
Joseph Baussan, né à Caderousse en 1789 et mort à Montpellier le 1er octobre 1871, est un sculpteur français.

## Biographie
Joseph Baussan est né à Caderousse (Vaucluse) en 1789. Il est élève de Jean-Pierre Raspay puis devient professeur de dessin au lycée d'Avignon. Il habite cette ville pendant plus de 50 ans et y exécute différents travaux, parmi lesquels le Christ du calvaire qui est placé devant la cathédrale. Le musée Calvet conserve, depuis 1836, son buste en plâtre du poète provençal Hyacinthe Morel. On lui doit, à Lodève, une statue de la Vierge, exécutée pour le monument érigé le 31 mai 1858 en souvenir du dogme de l'Immaculée Conception.
Joseph Baussan meurt à Montpellier en 1871.